# Rödnackad hackspett
Rödnackad hackspett (Dryobates cathpharius) är en asiatisk fågel i familjen hackspettar inom ordningen hackspettartade fåglar som vissa delar upp i två arter.

## Kännetecken

### Utseende
Rödnackad hackspett är en rätt liten (17–19 cm) hackspett med rätt kort näbb. Ovansidan är svart med stora vita vingfläckar som hos större hackspett, relativt begränsat med vit bandning på vingar och stjärt samt ett svart mustaschstreck som fortsätter ner på hals- och bröstsidan.
Arten är lik nära släktingen halsbandsspett (D. pernyii) och dessa behandlades fram tills nyligen som en och samma art, rödbröstad hackspett. Rödnackad hackspett är ordentligt streckad under med varierande inslag av rött på bröstet (ibland mycket lite eller inget alls) och orangeröda undre stjärttäckare. Hanen har rött på huvudets baksida, ner på sidan av halsen och framåt till örontäckarnas bakkant.
Halsbandsspetten är jämfört med rödnackad hackspett är något större, med det röda på huvudet dels mörkare, dels begränsat till en fläck i nacken. Det svarta mustaschstrecket är mycket bredare och går ner på bröstet där det bildar en svart fläck som ramar in den röda bröstfläcken. De undre stjärttäckarna är vidare mer skärröda.

### Läten
Bland lätena hörs ljudliga och ljusa "chip", "skik" eller "tchik", ibland förlängda i en intensiv, fallande serie. Även ett gällt "kee-kee-kee" hörs. Fågeln trummar subtilt och kort men snabbt och ökande i styrka.

## Utbredning och systematik
Rödnackad hackspett delas in i tre underarter med följande utbredning:
- Dryobates cathpharius cathpharius – förekommer från östra Himalaya (Nepal till norra Assam)
- Dryobates cathpharius ludlowi – förekommer i sydöstra Tibet
- Dryobates cathpharius pyrrhothorax – förekommer söder om Brahmaputrafloden och intill norra Myanmar

Halsbandsspett (Dryobates pernyii) kategoriserades tidigare som en del av rödnackad hackspett, då med det svenska artnamnet rödbröstad hackspettt. Sedan 2014 urskiljs den som egen art av Birdlife International och Internationella naturvårdsunionen, sedan 2023 av International Ornithological Congress (IOC).

### Släktestillhörighet
Rödnackad hackspett och dess nära släkting halsbandsspett placerades tidigare i släktet Dendrocopos. DNA-studier visar dock att artparet och dess närmaste släkting mindre hackspett förvånande nog hör till en grupp övervägande amerikanska hackspettar som även inkluderar släktet Veniliornis och förs därför nu till ett annat släkte, Dryobates.

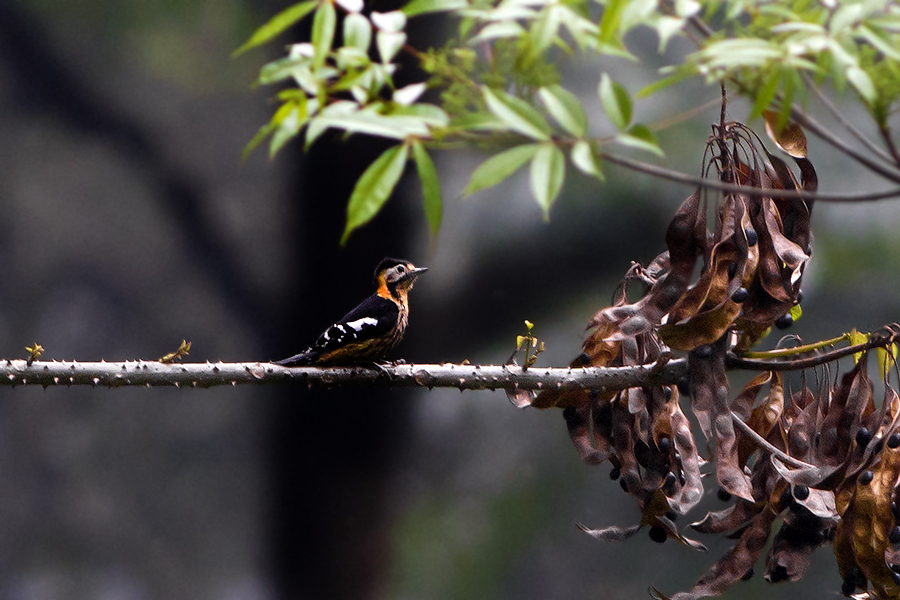

## Status och hot
Internationella naturvårdsunionen IUCN kategoriserar den som livskraftig.